# Andreas Burckhardt (Kanzler)

Andreas Burckhardt auf einem Kupferstich von Conrad Waumans, um 1647, Sammlung H. W. Rath

Andreas Burckhardt porträtiert von Anselm van Hulle, Schloss Gripsholm, Schweden

Andreas Burckhardt (* 21. Juli 1594 in Tübingen; † 25. Juni 1651 in Stuttgart) war ein württembergischer Rechtswissenschaftler und Kanzler des Herzogtums Württemberg.

## Leben
Andreas Burckhardt wurde 1594 in Tübingen als Sohn des Rhetorikprofessors Georg Burckhardt (1539–1607) und dessen zweiter Ehefrau Sabine Magdalene Firck (1564–1651) geboren.
Nach seinem Studium der Jurisprudenz an der Universität Tübingen, das er mit der Promotion zum Doctor iuris utriusque abschloss, trat Andreas Burckhardt in die Dienste des württembergischen Herzogs Eberhard III. Während seiner Amtszeit als Kanzler begleitete er 1648 Johann Konrad Varnbüler zu den Verhandlungen zur Beendigung des Dreißigjährigen Krieges in Münster und Osnabrück, die zu den Verträgen des Westfälischen Friedens führten.
Andreas Burckhardt war dreimal verheiratet: 1619 mit Anna Maria Lotter, 1622 mit Christine Schloßberger und 1639 mit Anna Regina Kreidemann. Da keines seiner vier leiblichen Kinder aus den drei Ehen das Erwachsenenalter erreichte, machte er 1647 eine testamentarische Verfügung von Todes wegen zur Gründung einer Familienstiftung, die mit einer ansehnlichen Summe seines Vermögens ausgestattet war. Die finanziellen Mittel aus dieser Stiftung kamen der Ausbildung seiner zahlreichen Neffen zugute.

## Gedenktafel
Eine Gedenktafel an seinem Elternhaus (Haaggasse 19) in Tübingen erinnert an Andreas Burckhardt als Kanzler und „Retter des Lands im Großen Krieg“ sowie an seine Schwester Regina Bardili geb. Burckhardt (1599–1669) als „schwäbische Geistesmutter“. Der Genealoge Hanns Wolfgang Rath gab Regina Bardili im Jahr 1927 diesen Beinamen. Er wies nach, dass Hölderlin, Schelling, Uhland und einige andere schwäbische Dichter und Denker zu ihren Nachkommen zählen.